# نبرد ری (۶۵۱ میلادی)
برای نوشتارهای همانند، نبرد ری ببینید.
نبرد ری (عربی: معركة الري) نام یک درگیری بود که دو گروه از خاندان‌های ساسانی و همچنین دسته‌ای از مبارزان خلافت راشدین در سال ۶۵۱ میلادی در آن شرکت داشتند. این جنگ در نتیجه اختلاف دو خاندان پهلو (پارتی) یعنی اسپهبدان و مهران رخ داد.

## زمینه
در سال ۶۴۲/۶۴۳، اعراب مسلمان به سرزمین ماد حمله کرده و بخش بزرگی از فلات ایران را فتح کردند. در سال ۶۵۱، فرخزاد هرمز، اسپهبد خراسان و وزیر یزدگرد سوم، او را ترک کرده و به سمت طبرستان رفت. او در راه طبرستان با سردار فاتح عرب، نعمان بن مقرن، در نزدیکی قزوین دیدار کرد و با او تفاهم صلحی بست. او همچنین به عرب‌ها قول مساعدت در سرکوب سیاوخش را داد که پیشتر در سال ۶۳۱ پدر او را کشته بود.

## شرح نبرد
گروه متحد عرب-اسپهبدان در شب حمله به ارتش سیاوخش در پای کوه خارج از ری مستقر شدند. فرخزاد بعضی از سواره نظام نعیم را با یک مسیر شناخته شده به شهر هدایت کرد و از آنجا به سمت عقب مدافعان حمله کرد و باعث کشتار ایشان شد. نعمان دستور تخریب شهر قدیمی، که توسط اعراب «العطیه» نامیده می‌شود، را صادر کرد. با این حال، شهر بعداً توسط فرخزاد هرمز بازسازی شد، و او به حاکم ری تبدیل شد.